# ویک اوف دم دارس

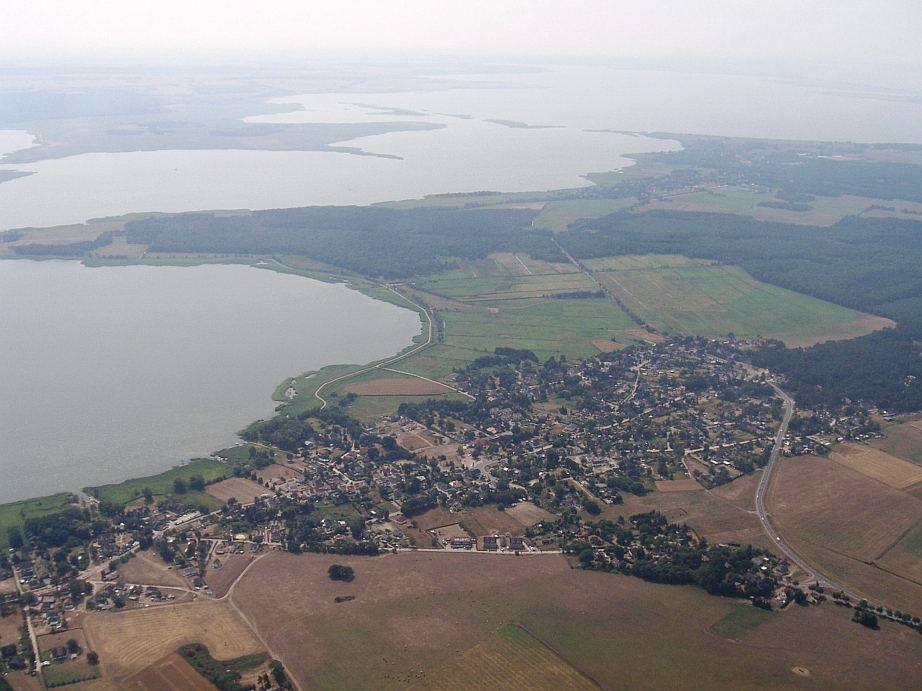
ویک اوف دم دارس (به آلمانی: Wieck a. Darß) یک شهر در آلمان است که در فرپومرن-روگن واقع شده‌است.[۲] ویک اوف دم دارس ۷۴۵ نفر جمعیت دارد.

ویک اوف دم دارس (به آلمانی: Wieck a. Darß) یک شهر در آلمان است که در فرپومرن-روگن واقع شده‌است. ویک اوف دم دارس ۷۴۵ نفر جمعیت دارد.